# Новопіль (Житомирський район)
Новопі́ль — село в Україні, у Житомирському районі Житомирської області. Населення становить 799 осіб.

## Населення

### Мова
Розподіл населення за рідною мовою за даними перепису 2001 року:
| Мова       | Кількість | Відсоток |
| ---------- | --------- | -------- |
| українська | 791       | 99%      |
| російська  | 8         | 1%       |
| Усього     | 799       | 100%     |

## Географія
Село Новопіль розташоване за 16 км від районного центру та за 16 км від залізничної станції Дубовець.
В околицях Новополя бере початок річка Кам'янка, притока Тетерева.
Також в архіві 1766 року зустрічається згадка про річку Гороблівка, ліву притоку Кам'янки, що протікала неподалік села Новопіль.

### Адміністративне підпорядкування
- Вільський повіт Київського воєводства Речі Посполитої (із моменту заснування)
- Житомирський повіт Київського воєводства Речі Посполитої (до 1793 року)
- Пулинська волость Житомирського повіту Заславського намісництва Російської імперії (1793—1795 роки)
- Пулинська волость Житомирського повіту Волинського намісництва Російської імперії (1795—1796 роки)
- Пулинська волость Житомирського повіту Волинської губернії Російської імперії (1796—1917 роки)
- Пулинська волость Житомирського повіту Волинської губернії УНР (1917—1918 роки)
- Пулинська волость Житомирської округи Волинської губернії УСРР (1918—1923 роки)
- Новопільська сільська рада Черняхівського району Житомирської округи Волинської губернії УСРР (1923—1925 роки)
- Новопільська сільська рада Черняхівського району Волинської округи УСРР (1925—1930 роки)
- Новопільська сільська рада Пулинського району УСРР (1930—1932 роки)
- Новопільська сільська рада Пулинського району Київської області УСРР (1932—1935 роки)
- Новопільська сільська рада Пулинського району Новоград-Волинської округи Житомирської області УСРР (1932—1935 роки)
- Новопільська сільська рада Червоноармійського району Житомирської області УСРР (1935—1937 роки)
- Новопільська сільська рада Червоноармійського району Житомирської області УРСР (1937—1941 роки)
- гебітскомісаріат Звягель Генеральної округи Житомир (1941—1943 роки)
- Новопільська сільська рада Червоноармійського району Житомирської області УРСР (1944—1962 роки)
- Новопільська сільська рада Черняхівського району Житомирської області УРСР (1944—1991 роки)
- Новопільська сільська рада Черняхівського району Житомирської області України (1991—2016 роки)
- Новопільська сільська рада Вільської сільської об'єднаної територіальної громади у Черняхівському районі Житомирської області України (із 2016 року)

## Історія
Дата заснування села Новопіль невідома.

### За Речі Посполитої
В 1579 році село Новопіль було включено до складу Вільської волості.
В акті від 7 травня 1610 року про проведення границь між землями і маєтностями князя Януша Острозького, волості Вільської, від маєтностей Стефана Немирича, волості Черняхівської, знову ж таки, згадується село Новопіль, Івановичі, Грушки і Зороків.
Потім село перейшло до Януша Сангушка. Від останнього — до Людовика Куровського.
До того як виникло поселення селяни жили в навколишніх хуторах: Острівок, Ковалівка, Кодня. Власник хуторів переселив селян Ковалівки на нове поле між Острівком і Коднею. Так з'явилось село Нове Поле (а в подальшому спрощено Новопіль).

### За Російської імперії
В книзі «Историко-статистическое описание церков и приходов Волынской епархии» (М. І. Теодорович) вказано, що Новопіль належав до Давидівської волості, до найближчої поштової станції Черняхова 12 верстов, до Житомира — 23 версти. В селі було 158 дворів, де мешкало 1341 особа, з них 1293 православних, 20 римо-католиків, 18 лютеранів та 10 євреїв.
У 50-х роках XIX століття в селі лютувала епідемія холери, а в 70-х роках вирував масовий мор худоби.
Станом на 14 червня 1830 року маєток, землі і кріпосні селяни належали дворянам, рідним братам Мартину Людвіковичу Куровському і Ксаверію Людвіковичу Куровському. Мартину Куровському належало 106 душ чоловічої статі, а штабс-капітану Ксаверію Куровському — 81 душа. Землі, що в селі і навколо села Новопіль вони купили у поміщика Йосипа Калясантія Бачинського (ЖДА, фонд 17, запис № 369). Після переходу цих земель і майна до нащадків Куровських вони опинилися обтяжені боргами і знаходилися у заставі Волинського Селянського Банку.
У 30-40-х роках XIX на околиці села поміщики-землевласники Куровські збудували рідкої краси панський маєток з білими колонами. Панський маєток, як його звикли називати новопільці, без сумніву, був визначною архітектурною пам'яткою початку XIX століття. Верхівки великих, округлих у верхній частині вікон, білі колони парадного ґанку, візерунки стін та фронтонів, узорчато викладені якісною червоною цеглою, на тлі зеленого саду дуже приваблювали до себе мешканців і гостей села Новопіль. Факт будівництва цього маєтку на початку XIX століття підтверджується ще й тим, що землевласник Ксаверій Куровський не розпочав би у Новополі будівництво церкви, не маючи тут власного помешкання. 13 вересня 1837 року він звертається з прошенієм до царя, а 15 вересня 1837 року — до Волинської палати цивільного суду щодо свідоцтва про благонадійність, вказуючи місце проживання село Новопіль.

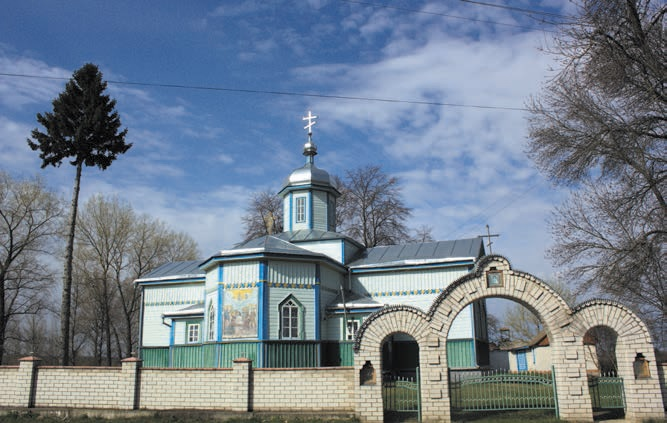
Село Новопіль. Церква на честь святого Архістратига Михайла, побудована на кошти землевласника Ксаверія Куровського в 1860 році

Дерев'яна церква в селі Новопіль побудована в 1860 році, на кошти місцевого землевласника Ксаверія Людвиговича Куровського в ім'я святого архистратига Михайла. В цей час село відносилось до Пулинської волості. Ось що сказано в архівному записі: «Церковь Архістратига Михаїла Волинської губернії Житомирського повіту с. Новопіль за 1906 рік. Побудовано в 1860 році старанієм Ксаверія Людвиковича Куровського. При ній колокольня на камінному фундаменті. Покрита листовим залізом. Землі при ній 7 десятин 969 саженів приусадібної. Пахотної 48 десятин 831 саженів, сінокосної — 5 десятин, у тому числі неудобій 3 десятини. Зверх того в 1865 році місцевим паном Ксаверієм Куровським подарована усадьбі для церкви 1 десятина. Всієї землі, належної Новопільській церкві — 60 десятин 1800 саженів. Псаломщику куплено 1 десятину 2009 саженів присадибної і пахотної 13 десятин 804 сажен. Решта землі у користуванні Священника. Штатний псаломщик Григорій Трифонович Лисицький. Новопільський приход з 1830 по 1860 рік був прописаний до Вільської Миколаївської церкви. Крестянин села Новопіль Семен Іванович Павлюк затверджений старостою церковним з липня 1875 року, зарплата 15 рублів сріблом в рік».
В 1885 році в селі відкрито церковно-приходську школу, яка розміщувалася у звичайній сільській хаті. Керував нею священик, який викладав учням уроки Закону Божого. Читанню, писанню та арифметиці навчав вчитель на прізвище Бордюговський. Відвідували школу лише діти заможних батьків (50-60 учнів), бо бідняки не мали такої змоги. Відомі випадки, коли сім'я з 12-ти чоловік мала всього лише дві пари взуття. Навчальний рік починався пізньої осені, коли завершувалися всі польові роботи, а закінчувався у Великодні свята. Основним методом навчання в школі було зазубрювання, що не сприяло ефективному розвитку мислення, а тому знання були низькі.
Церковно-приходська школа проіснувала 10 років. В 1895 році діти, граючись з вогнем, запалили солому. Стояла суха вітряна погода, і вогонь перекинувся на будівлі. Запалала центральна вулиця — 70 хатин, у тому числі й школа, згоріли дотла.
Станом до 1889 року землі навколо села Новопіль належали спадкоємцям дворянина Цеслава Аврелія Ксаверійовича Куровського: Владиславу Івановичу, Артюру-Яну Людвиковичу, Яну-Іосифу Людвиковичу, Антону Фердинандовичу, Владиславу-Івану-Павлу Антоновичу, Марії Едуардовні і Викентію Василю Антоновичу Куровським.
З 13 травня 1889 року Марія Юліївна Дворжицька, удова царського полковника, почала викуповувати землі і інше рухоме і нерухоме майно землевласників Куровських. До 20 жовтня 1894 року по восьми купчим крепостям вона викупила майже всю їхню землю і майно, за винятком землі і господарства, що знаходилося у селі Ксаверівка. Його викупила міщанка Петрановська Анастасія Михайлівна. Наприкінці XIX століття панський маєток Куровських, разом із садом і землями, що навколо Новополя, купила Марія Юліївна Дворжицька. І належав він їй до 1919 року. Поки комуністи не відібрали.
25 лютого 1895 року 26 новопільців-ченшевиків звернулися до Волинського губернського Присутствія з клопотанням про визнання за ними права на купівлю землі у землевласниці Марії Дворжицької. Це Савелій Біляченко, Марія Кучинська, Степан Кучинський, Іван Іванов, Петро Іванов, Олександра Волховська, Феофіл Тарнавський, Іван Кучинський, Хомінський Іван, Яков Хомінський, Венедикт Хомінський, Яков Бурківський, Бурківський Андрій, Степан Бурківський, Євстафій Бурківський, Іван Рибіцький, Рибіцький Антон, Федір Червінський, Михаїл Червінський, Василь Червінський, Кліментій Зіневич, Антон Поплавський, Яків Поплавський, Яків Загацькій, Микола Загацькій, Роман Гродський і Тимофій Поплавський. Кожний із них купляв від 3 до 12 десятин землі. Хто був Новопільським сільським старостою, починаючи з 1895 року і до окупації України більшовиками — не встановлено. Документально
підтверджено, що у 1901 році Новопільським сільським старостою був Павло Лігінчук.

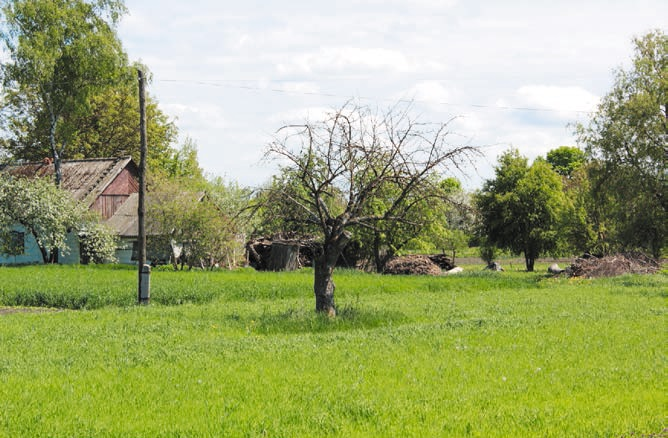
Село Новопіль. Яблуня із саду Марії Дворжицької, висаджена на початку XX століття

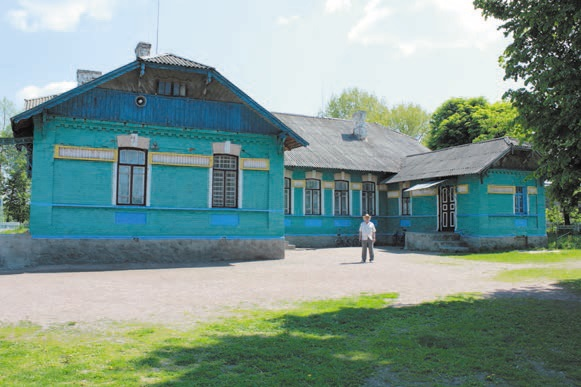
Приміщення Новопільської сільської школи, побудоване 1913 року.

1907 року дев'ять родин новопільців купили 40 десятин землі у Марії Юліївни Дворжицької: Левченко Артем Матвійович, Левченко Тимофій Матвійович, Цимбалюк Гаврил Фомич, Бондарчук Михайло Миколайович, Бондарчук Матвій Миколайович, Цимбалюк Никифор Харитонович, Клинчук Макарій Іванович, Ткачук Ісидор Йосипович, Бойко Йосип Тимофійович.
14 листопада 1908 року 5 сільських господарів створили господарче товариство, уклали договір поруки і у Волинському відділенні Селянського Земельного Банку отримали безвідсоткову
довгострокову позику на покупку землі. Це були досить успішні господарі, які мали, здебільшого, багатодітні родини: Продоус Сидор Степанович, Клинчук Сидор Микитович, Чумак Устин Максимович, Цимбалюк Кирил Якович, Черниш Трохим Олексійович. За договором від 18 листопада 1908 року це товариство купило у міщанки Анастасії Михайлівни Петрановської 52 десятини 1389 саженів землі за 11 тисяч рублів, у рахунок яких взяло 8000 рублів банківської позики. 3000 рублів члени товариства виплатили продавцю з власних накопичень. Позику банку товариство зобов'язалось погашати щорічно. Протягом 66,5 років. По 120,30 рублів щороку.
В 1912 році в Новополі в пристосованому приміщенні запрацювало двокласне училище, де 4 вчителі навчали вже 100 діток — 75 хлопчиків і 25 дівчаток. У 1913 році на кошти сільської громади та земства було збудовано нове приміщення школи, де і зараз навчаються учні початкових класів.

### За Радянської окупації 1918—1941
Окупаційна радянська влада в селі встановлена у січні 1918 року.
Головою Комбєду в 1919—1920 роках був Микола Біляченко. Членами Комбєду були: Сава Карпенко, Лука Клеван, Дем'ян Колодій, інші.
З навчального плану початкової школи було вилучено Закон Божий. Початкова освіта стає обов'язковою для всіх верств населення. У 1929 році на базі початкової школи була створена семирічна, у якій працювало сім вчителів і навчалось понад 240 учнів.
03 червня 1930 — село Новопіль перейшло від Пулинського району до Черняхівського разом із селами: Березівка, Дубовець, Колодіївка, Крученець, Окілок та іншими.
Колективізацію із застосуванням Голодомору проведено в 1928—1933 роках. Головою сільради в той час був Федор Йосипенко, уродженець села Селянщина.
Зі слів старожилів в селі під час голоду 1933 року померло 94 особи, у тому числі — 54 дітей. У 1929—1938 роках в селі було репресовано 46 осіб.
Село Новопіль стало центром сільськогосподарської артілі імені Шевченка. Першим головою у 1939 році працював Супрунов Олександр Лукашович, 1893 року народження, безпартійний. Перед війною він був секретарем сільради.

### Німецько-радянська війна
Село Новопіль було захоплено німецькими військами 11 липня 1941 року. 18 липня 1941 року був окупований весь Черняхівський район. Окупаційна влада була зосереджена в районній управі, якій підпорядковувалася жандармерія, поліція і трудовий відділ. Станом на 1 жовтня 1941 року в районі проживало 41354 особи, тобто, на 8,1 тисячу менше, аніж на початку 1939 року.
Українцям довелося працювати на «новий німецький порядок». Працювати зобов'язані були всі особи у віці 16–55 років. Новопільці працювали у колгоспі «Ударник», відтепер німецькому. У ньому збереглась майже вся худоба, коні, свині, птахоферма і засоби виробництва. Керував колгоспом Альбрехт Герман. Німець, який народився на Україні і краще деяких українців володів українською мовою. Краще багатьох новопільців знав українські звичаї. Він був з родини колоністів, і корені його були в Україні. Робочими були усі дні тижня, за винятком неділі. Додатково оголошувалися вихідними днями релігійні свята, які святкували німці.
Майже два з половиною роки село перебувало під німецькою окупаційною владою. За цей час німці розстріляли сім новопільців у 1942 році. А одного червоноармійця застрелили у 1943 році при спробі втечі. Як і до війни, новопільці ходили до колгоспу і працювали за трудодні, але німці трудодні оплачували набагато ліпше ніж радянська влада. Сільським старостою за німців був Евдоким Стасюк.
Навесні 1942 року окупаційна влада примусово вивезла із села на роботи до Німеччини 150 юнаків і дівчат.

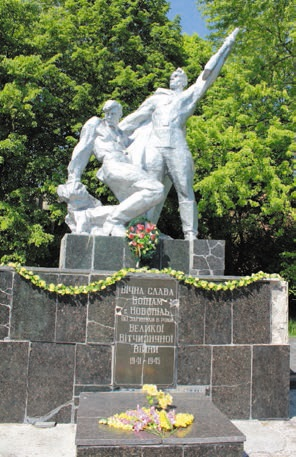
Монумент воїнам-новопільцям, які загинули під час німецько-радянської війни

15 листопада 1943 року німецькі війська залишили село Новопіль без бою. Вдруге окупували його 24 листопада і вдруге залишили без бою 27—28 грудня 1943 року. Кілька днів безвластя — і 30 грудня до села увійшли передові частини Червоної армії, а за ними — каральні підрозділи НКВС.
За кілька днів співробітники НКВС змусили колгоспників повернути все майно, забране з німецького колгоспу, у тому числі і те, що вони взяли у рахунок оплати трудоднів за 1943 рік. Неповернення до радянського колгоспу майна розцінювалось як крадіжка, і винний міг не лише на роки потрапити до в'язниці, а й бути розстріляним за законами воєнного часу. Без суду і слідства. У перші ж дні органи НКВС вивезли у невідомому напрямку десятки новопільських родин і окремих його мешканців. Червоноармійці і енкаведисти у перші ж дні без суду і слідства розстріляли близько десяти молодих хлопців, що служили у поліції.
Взимку 1944 року радянська влада відновила репресії, приниження і знущання над мешканцями села, здійснила широкомасштабний державний рекет — хліб, насіннєвий і посадковий матеріал вилучила у новопільців. Частину колгоспних робочих коней комуністи забрали до армії. Частину волів, корів, телят і свиней — на м'ясокомбінат. Чоловіків, визнаних негожими до військової служби, і жінок змусили на собі плуги і борони тягати. Змусили дійних корів у ярмо запрягти — щоб план весняно-польових робіт виконували. Від чого корови помирали, а сім'ї голодували.
Атмосфера страшних і безпідставних репресій, яка панувала на селі, поповнилась сумом і відчаєм суцільної мобілізації чоловіків віком від 17 до 55 років до лав Червоної армії. Новопільців-чоловіків на початку 1944 року масово мобілізували до лав Червоної армії. Військовий вишкіл (якщо його можна вважати таким без вивчення зброї і стрільби з неї) вони проходили у розквартированій у сусідньому селі Івановичі навчальній частині. За місяць 1944 року підрозділ, у якому новопільців-новобранців навчали марширувати, погнали на
фронт. Гонили їх через село Новопіль, бо тут стояв фронтовий розподільчий штаб.
В період німецько-радянської війни 320 новопільців були призвані до лав Радянської Армії, з них на фронті загинуло 200 осіб. З тих, що воювали 149 нагороджені бойовими орденами і медалями. Воїнам, які загинули при визволенні села Новопіль споруджено обеліск і пам'ятник.
Навчання в Новопільській семирічній школі у 1941—1943 роках не проводилося, а приміщення школи було перетворене на дільницю поліції. Після повернення в село радянської влади в січні 1944 року заняття відновилися. На території школи були поховані останки червоноармійця Попова В. І., що переховувався на території села та загинув під час втечі від поліцаїв.

### Повоєнний період Радянської окупації
У 1946 році відбувся перший повоєнний випуск сьомого класу вечірньої школи.

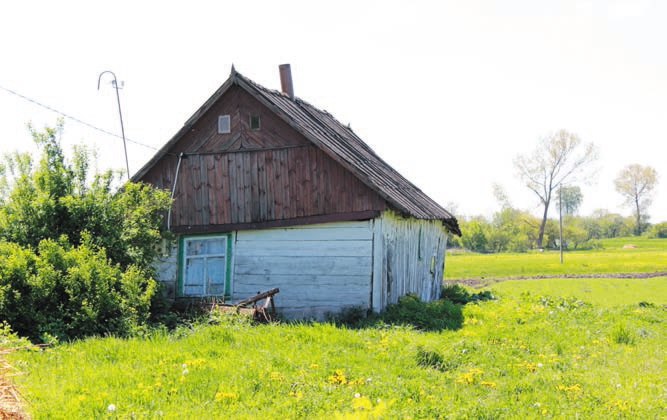
Хата Гонтарських у Новополі, побудована у 1947—1948 роках

У 1947 році село зазнало чергового голоду, влаштованого радянською владою шляхом «успішного виконання плану державних заготівель» — вивезення з села всього врожаю зерна та м'ясо-молочної продукції та видачі мізерної кількості продуктів селянам на трудодні. Хоч голод 1947 був не такий страшний, як у 1932—1933 роках, але у той рік новопільці їли жаб, конину, домашніх тварин, мерзлу картоплю. Багато з них, особливо людей похилого віку, померли від голоду, бо віддавали останні крихти їжі дітям.
В червні 1951 року в Новополі відкрилася сільська бібліотека.
01 червня 1954 в сільгоспартілі ім. Шевченка села Новопіль розпочалось виробництво цементної черепиці на ручному штампувальному верстаті. Щодоби тут виробляли по 500 штук, що давало можливість артілі за короткий термін перекрити більшість своїх приміщень.
В червні 1954 працівники Черняхівської районної кантори зв'язку радіофікували село.
У 1956 році на базі семирічної школи була відкрита десятирічка, правда, навчання проводилося в дві зміни. Директором був призначений активний учасник партизанського руху на Житомирщині Кудрявцев Володимир Петрович. Разом з німецькою, введена в перелік навчальних предметів й англійська мова.
У 1959 році в Новополі була визначна подія — перший випуск 10 класу. Випускників щиро вітав новий директор школи, учасник війни Данилко Сергій Васильович. Атестат зрілості отримало 36 учнів — 26 юнаків і 10 дівчат. У цьому ж році було введено в дію нове приміщення, де розмістилися майстерня та спортивний зал.
Станом на 1973 рік в Новополі розміщувалася центральна садиба колгоспу імені Шевченка, який мав в користуванні 2,5 тисяч га земельних угідь, у тому числі 2,1 тисяч га орних. Напрям господарства — льонарсько-картоплярський з розвинутим хмелярством та м'ясо-молочним тваринництвом. Колгосп спеціалізувався на виробництві м'яса, птиці. Був пункт переробки льону й пилорама.
У центрі села височив пам'ятник В. І. Леніну. Нині вже знесений.
Також в Новополі працювала середня школа, де 22 вчителі навчало 396 учнів, будинок культури на 365 місць, дві бібліотеки з книжковим фондом 11,6 тис. примірників, фельдшерсько-акушерський пункт, дитячі ясла-садок, поштове відділення, ощадна каса, три магазини, майстерня побутового обслуговування.
З 1980 по 2002 роки директором Новопільської школи працював Остапчук Анатолій Федорович, випускник фізико-математичного факультету Житомирського педагогічного інституту. За час його роботи в школі відбулося багато змін. З 1989 року школа з десятирічки переходить на одинадцятирічне навчання. Навчальний матеріал розширюється, вивчення предметів поглиблюється.
У 1986 році завдяки матеріальній підтримці голови колгоспу Бондарчука В. Л. на території Новопільської школи був відкритий гранітний пам'ятник воїну Попову В. І., що загинув під час війни на території села.
У 1986—1988 роках Новопільська школа набула тісного зв'язку з сільськогосподарським виробництвом. Учнівська бригада мала свою землю, старшокласники здобували професію оператора машинного доїння і тракториста-машиніста III класу.

### За Незалежної України
У 1992 році Новопільська середня школа першою в районі переходить на п'ятиденну форму навчання.
Проте в ніч з 12 на 13 червня 1998 року в Новополі була жахлива буря зі страшною блискавкою, яка влучила в новий корпус школи. Пожежа знищила приміщення вщерть, а разом з нею всі матеріальні надбання попередніх років. Другий корпус школи відкрився в будівлі колишнього дитячого садочка.
У 2000 році місцеву середню школи перепрофільовано на загальноосвітній навчальний заклад. Відбувається поділ школи на ступені. З 2002 року директором школи працює Гордаш Олександр Васильович. У 2003 році при Новопільській ЗОШ І—ІІІ ступенів відкрито групу короткочасного перебування дітей від 3 до 6 років, який згодом набуває статусу дошкільного навчального закладу. У 2009 році завдяки зусиллям відділу освіти та педагогічного колективу було відкрито нове приміщення дитячого садка та приміщення школи. Всього з 1959 року школу закінчило 1414 учнів. За успіхи в навчанні 19 випускників нагороджені золотими медалями, 8 — срібними. Серед вихованців 268 чоловік мають вищу освіту, один кандидат історичних наук, один кандидат с/г наук. Щоранку школа радо зустрічає дітей з сіл — Новопіль, Окілок, Івановичі, Ксаверівка. Зараз у школі навчається 167 учнів, працює 21 вчитель. Для учнів з віддалених сіл організовано підвезення шкільним автобусом. В навчальному закладі створені необхідні умови для повноцінного навчання та виховання дітей. Школа забезпечена необхідними досвідченими кадрами. Педагогічний колектив постійно працює на покращення навчально-виховного процесу, на здобуття учнями нової якісної освіти. У школі існує певна система роботи щодо профільного навчання. У 8-9 класах проводиться допрофільна підготовка. З цією метою була налагоджена робота курсів за вибором та факультативів як шкільних, так і міжшкільних. Враховуючи потреби учнів, бажання батьків та можливості школи у 10-11 класах сформовані профільні класи. Школа функціонує в межах Селянщинського освітнього округу, що дає можливість використовувати матеріальну базу як нашого закладу, так і базового. Це великою мірою впливає на якість роботи факультативів, гуртків, спортивних секцій.
2011 року село відзначило 400-ліття першої документальної згадки про село.
Ґрунтовну роботу з дослідження історії Новополя та загалом Черняхівщини і долі мешканців на зламі XIX—XX століть виконав уродженець села письменник-краєзнавець Володимир Іванович Адамович (1938—2017†), результатом якої була книга «Загублені життя трьох поколінь», видана в 2013 році. Книга також містить опис родоводів та життєписи багатьох мешканців села Новопіль.
Відомим глибоким краєзнавцем-дослідником історії Новополя та Черняхівщини є депутат Черняхівської районної ради Юрій Малашевич.

## Децентралізація
Село Новопіль входить до складу Вільської сільської об'єднаної територіальної громади, створеної 18 грудня 2016 року Постановою ЦВК «Про перші вибори депутатів сільських, селищних, міських рад об'єднаних територіальних громад і відповідних сільських, селищних, міських голів 18 грудня 2016», прийнятою 07.10.2016. Кількість рад, що об'єдналися: 4. Площа об'єднаної територіальної громади: 171.2 км 2. Кількість старостинських округів: 3. Чисельність населення громади: 3138. КОАТУУ: 1825681200. Адреса: 12334, Житомирська обл., Черняхівський р-н, с. Вільськ, вул. Житомирська, буд. 37. Голова громади: Бєлий Петро Віталійович.
Нині село Новопіль є центром Новопільської сільської ради — органу місцевого самоврядування Вільської сільської об'єднаної територіальної громади у Черняхівському районі Житомирської області з адміністративним центром у с. Новопіль. Сільській раді підпорядковані населені пункти:
- с. Новопіль
- с. Івановичі
- с. Окілок